# Монети Криму
Монети Криму почали карбувати у перших роках утворення Золотої орди і закінчилися після анексії півострова Російською імперією. За весь період карбування відомо більше 25 грошових одиниць від мідних пулів до золотих алтунів. В часи середньовіччя також в обігу знаходилися монети іноземного карбування переважно великих номіналів.

## Історія
Дивись також Монетні двори Криму

Волзький сум. Зливок із експозиції Ермітажу № ОН-Р-1-657

У 1242 році, після невдалого походу Золотої Орди на Польське та Угорське королівства, монголи ґрунтовно осіли в Криму. Золотоординський хан Батий розділив завойовані землі на 14 самостійних улусів. Кримський півострів, а також степи поміж Дніпром та Дністром отримав дід темника Ногая — Мава. Управляти Кримським улус-юртом став намісник хана — емір. В 1261 році Золотою Ордою активно починає освоюватися Великий шовковий шлях із Західної Європи на Схід. За часів правління Бату мусульманських торговців залучали на службу відкупниками податків. Стягнення мита приносило Улусу Джучі чималий прибуток. Торговці з дозволу еміра Криму ініціювали і отримали можливість заснувати свій монетний двір в столиці улус-юрта Солхаті і карбувати власні регіональні гроші. Виготовленням монет почали займалися караїми.
За часів правління Узбек-хана (1312—1341) було скасовано баскацтво і надано дозвіл збирати данину васальним князям. Дипломатичні відносини з Індією, державами Західної Європи та Мамлюцьким султанатом укріпили економіку не лише Кримського улус-юрта, а й інших улусів Золотої Орди. На булгарських, мухшинських та кримських монетах карбувалася тамга Бату, в той час коли на монетах Хорезма та Сарая тамга не зображувалась.
В 1324 році землі Північного Причорномор'я були завойовані литовським князем Ольгердом. З кінця XIV до кінця XV століття західна частина Причорномор'я належала Великому князівству Литовському.
У 1362 році, в результаті заколоту Мамая, Золота Орда розкололася на 2 ворогуючі частини: території поміж Волгою, Доном і Дніпром та Північним Кавказом і Кримом перебували під владою Мамая та його війська. Лівобережжя Волги зі столицею орди Сараєм-аль-Джедідом і прилеглими до міста територіями належали ворогуючій стороні. На Волзі поміж сторонами був розмічений кордон, який існував до 1380 року.
У середині 60-х років XIII ст. генуезці заснували в Кефі свою торговельну факторію, уклавши угоду з Менгу-Тимуром. Генуя придбала кілька колоній на Північно-Східному Причорномор'ї — Боспоро, Чембало, Копу, Тану, Матреґу, Малу, Себастоболіс, Калолімен та Мавролако. Через Тану пролягав основний транзитний шлях до Середньої Азії на Далекий Схід. Політично-економічним центром була Кефа. Зневажливість до місцевих посадовців та работоргівля на Причорномор'ї постійно обурювала населення, що приводило до частих бунтів. У 1308 році генуезці змушені були втікати зі своїх колоній. У 1316 році, за часів правління Узбек-хана, вони поновили свій статус будуючи непідступні фортеці у своїх володіннях. З 1415 року Банком святого Георгія карбуються монети для Кефи та ближніх колоній. З 1434 року сплачують постійну данину еміру Криму Хаджі І. У 1475 році, після захоплення міста османами, карбування монет для Кефи Генуезьким банком припинилося
За часів Кримського ханства карбувалося на різних монетних дворах бл. 25 монетних одиниць, в основному розмінні срібні та мідні монети. Великі номінали для обігу срібних та золотих монет привозили із Османської імперії та із західних держав Європи. На початку XVIII ст. найдрібніша срібна монета ханства акче мала вагу 0,16 гр. Пізніше карбування акче стало невигідним — на зміну їй з'явилася монета бешлик номіналом 5 акче. В ті часи в обігу знаходились також голландські та німецькі талери, які отримали у ханстві назву куруші. Згодом у Стамбулі почали карбувати власні куруші.
Останнім ханом Кримського ханства був Шагін І, який вів потрійну політику поміж Кримським ханством, Османською та Російською імперіями. Бажання хана надати своєму правлінню певну яскравість і зверхненість над іншими знатними людьми спонукало у нього спроби до багатьох нововведень, більшість з яких не були виконані. До переліку спроб належало і угода про постачання обладнання для монетного двору в Кефі, всупереч якій замовнику не було сплачено обіцяної суми. Хану, в зв'язку з відсутністю власної сировини для карбування монет, довелося просити російську імператрицю Катерину II дозволити вивезти з Росії 50 пудів срібла та 800 пудів свинцю. Дозвіл було надано, і в Кефі почалося карбування. Нові викарбувані монети були якіснішими за монети попередніх ханів та правильної круглої форми. Нові монети Шагіна вводились в обіг водночас за кримською, османською та російською грошовими системами.
У 1787 році надвірному раднику монетного двору в Таврійської області Ф. Затлеру вдалося віднайти робітників монетної справи серед вояків, каторжанів та ін. кількістю 140 чоловік. Карбувалися російські мідні монети з позначкою монетного двору «ТМ» (Таврійська монета) та срібні монети для самої області. В квітні 1788 року кримське карбування монет повністю зупинилося. Нестача власної сировини та часте розкрадання майна робітниками в останні місяці існування монетного двору привела до того, що мідь доводилось вичищати із металевої стружки та пороху. В січні 1794 року за ордером графа П. О. Зубова опрацьована мідь була передана єпископу феодосійському та маріупольському Іову для вилиття дзвонів. Усього міді було 1267 пудів. Обладнання вивезли до Бериславу, де воно зберігалося до 1796 року.

## І-й період. Улус-юрта Золотої Орди

### Монети емірів Криму

Срібний ярмак. XIII ст.

Дивись також Монети Ногайського улусу
Посадовцями від хана Кримського улус-юрта були еміри, або як ще їх називали беями. Першим формально визнаним еміром Кримського улус-юрта вважається Уран-Тимур, родич Батия, що отримав цей улус від Менгу-Тимура. Перші татари поселилися на Ескі-Юрті, де знаходилися могили кримських емірів та ханів до кінця XVIII ст. Золотоординські хани відвідували Крим не часто і лише Узбек-хан, покровитель мусульманства в XIV ст., досить довго проживав у Солхаті.
На перших монетах Криму часів кримських емірів не карбували стилістичних зображень, чи ханських позначень. Монети карбувалися 2-х номіналів — ¼ та 1 барикат (ярмак). Ці випуски дослідники віднесли до 1250—1260 рр. за часів правління еміра Криму, сина Джучі Тука-Тимура. В приватних контрактах зібраних у західно-європейських архівах за 1281—1343 роки зафіксована ця назва монети, походження якої пов'язано з монгольським словом «bariku» — виплатами та надходженнями в скарбницю, які використовувались до середини XIV ст. позначаючи таким чином тимчасові межі, до яких Північне Причорномор'я існувало як самостійна зона грошового обігу. Ваговою одиницею в ті часи слугував волзький сум вагою 198—202 грами.
На аверсі монет номіналом в ¼ барикати у лінійному колі карбувалася легенда арабською мовою — «Амір». Вгорі та внизу рослинні віньєтки. На реверсі у лінійному колі розміщена легенда в два рядки: «кири / м». Вгорі та внизу рослинні віньєтки. Діаметр монети — 10-12 мм, Середня вага — 0.44 гр. На аверсі монет номіналом в 1 барикат (ярмак) у подвійному колі, (зовнішній крапковий) — легенда в три рядки: «За велінням Тука / Темір / ярмак Крим». Під написом, всередині кола — рослинна віньєтка. На реверсі монети карбувалося у подвійному колі (зовнішній крапковий) легенда в три рядки: «Будь щасливий / дванадцять / [таких монет] один алтун». Діаметр — 21-22 мм, Вага — 2.07 гр

### Карбування за часів Золотої Орди
Дивись також Пули Кримського улус-юрта Золотої Орди та Монети Азаку (Кримський улус-юрт Золотої Орди)

Мідний пул часів правління Тута-Менгу (1282—1287)

Анонімний пул Джанібека (1342—1357)

Барикат, 1265 (664 рік Хіджри) рік, Срібло. Діаметр — 22.5 мм. Вага — 1.97 гр. Берке (1257—1266).

За часів Берке (1257—1266) почали карбуватися мідні пули та срібні барикати (або барикаки) із зображенням ханська тамги на монетному дворі в Солхаті. Вперше на монетах кримського карбування з'являється ім'я хана. Барикати Берке не мали аналогів в мусульманському карбуванні, але за діаметром (22-24 мм), вагою (2,095 гр.) та пробою відповідали венеційському ґроссо того ж періоду. Легенда на одному із барикатів вказувала співвідношення до золотої монети: «12 цих [монет] за алтун». Алтунами слугували в ті часи золоті гіперпірони Візантійської імперії часів правління імператора Михайла VIII. На аверсі в колі з трикутників надпис арабською мовою: «падишах Ісламу, захисник миру та віри». На реверсі карбувалося зображення ханської тамги по обидва боки зазначалося місце карбування, навколо тамги легенда арабською: «Хай буде благословенним цей рік чорної корови». Датувалася виготовлена монета 1265 роком (664 рік Гіджри). Відомий і різновид барикатів часів правління Берке — з диферентом наприкінці надпису. 1 барикат розмінювався на 48 пулів, про що свідчили надписи на монетах хана Менгу-Тимура (1266—1282).
За часів правління Туда-Менгу назва «барикати» змінюється на «ярмаки». Також в цей період карбувалася срібна монета — динар. Діаметр таких динарів був 28 мм, вага 7,76-10,01 гр. За часів Токта-хана Золота Орда стала повністю ісламською державою. У цей період карбування ярмак витісняється новою монетою — срібним дирхамом, діаметр якого 16-20 мм та вагою 1,25-1,67 гр. В часи правління Токта-хана вперше карбувалися мідні пули зі стилістичним зображенням двоголового орла.
На монетах часів Узбек-хана містилася легенда: «Най продовжиться його правління в ім'я Алаха». В 1321 (720 рік Гіджри) році в Солхаті карбувалася остання срібна монета хана, а в 1339 в Азаці.
Монети з ім'ям посадовця Абдулах-хана (1367—1368,1369—1370) від темника Мамая карбуються в Азаку, Сарай-аль-Джедіді, Шехр-аль-Джедіді, та Янгі-Шехрі, Керменчику. Монети з ім'ям Булак-хана карбуються в Солхаті, Маджарі, Кирк-Орі (відомі лише дирхеми Кирк-Ору зразка 1375 (777 р. Г.) року). В той період жодної монети в столиці Золотої Орди не карбували. З 1376 року монети в Мамаєвій Орді припинилися карбуватися. Типовими монетами того часу були срібні данги хана Узбека з надкарбованою на них тамгою.
В 1381 році ханом Тохтамишом була проведена грошова реформа за якою вага монет змінилася з 1,4 гр. на 1,42 гр. Обіг старих зразків суворо заборонявся. Монети Тохтамиша карбувалися на всіх монетних дворах Улуса Джучі. Вперше на монетах хана карбуються мусульманські гасла — «перемога віри», «захист віри», «слава віри». У 1395 році розпочався випуск дирхемів з великою кількістю різновидів, які використовували згодом суперники токтамиша — Таш-Тимур та Тимур-Кутлуг. За часів правління хана карбувалися останні пули Кримського улус-юрта.
За часів правління Шадібека (1399—1407) карбувалися останні данги в Азаці, а за часів правління Тімерхана (1410—1411) припинилися карбуватися срібні данги і в Кефі. 1 данг прирівнювався до 16 пулів. Середня вага дангів — 1,16 грамів. Із одного вагового сума карбувалося 120 дангів.

### Генуезьке карбування
Див. також Банк Святого Георгія

#### Кефа

Золотий дукат. Філіпо Марія Вісконті (1421—1435), Генуезьке карбування банком Святого Георгія для Кефи

Срібний аспр. Генуезьке карбування банком Святого Георгія для Кефи (Феодосія).1421-1435 роки.

Генуезька торговельна факторія. Мідний пул. Кінець XIII — початок XІV ст.

Кефа (Генуезьке карбування), пул, джучиди

За часів правління Міланського герцога Філіпо Марія Вісконті (1412—1447) торговельною факторією Генуї у Кефі карбувалися золоті монети номінальною вартістю ½ (вага —1,67 гр.) та 1 (вага — 3,38 гр.) дукати. Монети повністю повторювали тип венеційських дукатів попередніх років карбування за винятком легенди. На аверсі був зображений Ісус Христос в овалі (мандорла) серед зірок, по краях монети надпис: «IANVA · ME · I — G — ENVIT · CAFA». На реверсі — дож, який стоїть на колінах і приймає з рук євангеліста Марка стяг. Навколо легенда латинською мовою: «MEDIOLAN — DNS · IANVA». Монети карбувалися 1421—1435 роках.
У 1320—1339 роках на срібних дангах (Діаметр — 16,5 мм. Вага — 0,87 гр.) та мідних пулах (Діаметр — 16,5-19 мм. Вага — 1,15-2,85 гр.) часів правління Узбек-хана надкарбовувалося зображення герба Генуї (брама з трьома вежами). У 1419—1435 роки Генуезький Банк Святого Георгія (італ. Banco di San Giorgio) почав карбувати срібні аспри для Кефи. За часів правління хана Улуг улусу Бек-Суфі (1420—1422) на аверсі срібних аспрів та мідних пулів зображувався герб Генуї, навколо позначалося місце карбування та назва колонії латинською мовою — «ⱭOMVȠⱭІЯȠVⱭIȠ» (Імовірно — COMUNE LANUE GAZARIA (укр. «Муніцепалітет Газарія»). На реверсі надпис в 4 рядки арабською мовою, яким позначалося титул та ім'я хана. За часів Даулат-Берді (1419—1421, 1427—1432) та Улу-Мухаммеда (1419—1423, 1426—1427, 1428, 1428—1432) на реверсі срібних монет в малому колі карбувалася тамга, по колу монети позначалося ім'я і титул діючого хана арабською мовою. Вага — 0,41-1,01 гр. Діаметр — 11-13 мм. На мідних монетах зображувалася тамга, навколо неї крапки. Ці всі монети використовувалися для проведення розрахунків між купцями, що займалися торгівлею з країнами Сходу.

#### Солхат (Крим)

Банк Святого Георгія. Солхат., акче. Бл. 1440-х років

В 1434 році поміж Генуезькою республікою та князівством Феодоро, за підтримки еміра Кримського Улус-юрту, відбулася вирішальна битва за колонії в Солхаті. Війська Генуї були розбиті Хаджи Ґераєм. Але сам Ґерай не зміг скористатися плодами перемоги. Він був вигнаний з Криму ханом Саїд-Ахмадом I і змушений був втікати до свого союзника литовського князя Сигізмунда. Лише у 1442 році емір зміг повернутися до Криму. Феодорський князь Олексій I, отримавши собі славу від населення Трапезунду, довгий час не втручався в проблеми Криму. Скориставшись нагодою Банк Святого Георгія викупив собі землі у власне управління.
За часів правління Кічі-Мухеммеда (1428, 1432—1440, 1446—1459) Банком Святого Георгія карбуються срібні аспри з позначенням монетного двору Солхат (араб. صلغات). Зовні монети нагадували аспри для Кефи, але з обох боків арабські надписи, що свідчили про певну незалежність міста від генуезької колоніальності. Можливо ці монети карбувалися лише для оплати послуг монгольським союзникам.

#### Тана
Див. також Монети Азаку

Тана, аспр, Генуезьке карбування

На місці давньогрецького міста Тана, в нижній течії річки Дону, монголами було засноване місто Азак. Тут закінчувався караванний шлях, яким з Китаю привозили шовкові тканини, які перевантажували на галери і везли до Італії, звідки вже потім розвозили по всій Європі. У 1313 році, у прилеглій до Дону частині міста, Венеція заснувала свою колонію, але незабаром та частина міста перейшла до Ґенуї. У 1395 році, після поразки Тохтамиша під Таною, генуезькі колонії на певний період припинили свою діяльність, але отримані великі прибутки від торгівлі з татарами, змусили їх повернутися знову до міста. На початку XV ст. генуезькими колоністами карбувалися срібні аспри з літерою «Т». У скарбі знайденому в поселенні Чуфут-Кале (колишній Кирк-Оре) серед 4287 монет 21 монета була з позначенням літери. Подібні монети знаходили також в поселенні Нижній Джулат (Терський район (Кабардино-Балкарія)). В комплексі серед 700 монет були 3 з літерою. За гіпотезою дослідника О. Ретовського ці монети прийнято вважати генуезьким карбуванням у місті Тана. Точне карбування цих монет невідоме, тому достовірність карбування в місті Тана залишається під питанням. На аверсі монет карбувалася тамга дому Бату в колі, навколо монети арабський надпис, який деякі дослідники читають як «Султан». На реверсі в колі літера «Т», навколо монети надпис латинською мовою «IMPERATOR». Існують різновиди реверсу з колом над літерою та 2 крапками з боків, а також з роздвоєнням літери у вигляді хвоста ластівки. Другий тип монет карбувався без тамги ханів, але з розбірливим арабським надписом на аверсі: «Султан правосудний». В центральному колі надпис «Мухаммед-хан» (араб. ١لسلطان العادل محمد خان).

#### Монкастро

Надкарбування на срібних дангах Орда-Базару

За часів правління Менгу-Тимура (1269—1282), на залишках грецького міста Тіра, розбудовувалося місто Ак-Керман та інші міста. У 1288 році Ногай, не маючи чим сплатити військам в боротьбі з чингізидом Тула-Бугою, продав місто генуезьким торговцям. Офіційно Ак-Керман був татарським містом, але правили в ньому генуезці, які переназвали місто, як Монкастро.
За часи правління Кічі-Мухеммеда на срібних дангах, карбованих на монетному дворі Орда-Базарі, накарбовувався хрест з боків якого розміщувалися крапки. Румунські дослідники віднесли ці монети до карбування Монкастро.

## ІІ-й період. Кримське ханство

### Генуезьке карбування в часи утворення Кримського ханства

Кефа (Генуезьке карбування), аспр, Хаджи Герай

Мідний фоллер. Банк Святого Георгія для Кефи (1454—1475)

У 1420—1440 роках, під час першої спроби володарювання в Кефі Хаджі I Ґерая під контролем джучидів, карбуються мідні пули з зображенням на аверсі монети тамги Ґераїв в колі. По колу монети зірки. На реверсі в чотиридуговому картушу герб Генуї, навколо легенда латинською мовою. На початку утворення Кримського ханства банком Святого Георгія в Генуезькій Ґазарії карбувалися срібні аспри та мідні фоллери. Типове зображення на аверсах фоллерів (Вага — 0,53-1,3 гр. Діаметр — 11-16 мм) та аспрів (Вага — 0,41-1,01 гр. Діаметр — 11-13 мм) у рік консульства Джованні Джустиніані (1450) — у центрі розміщувався герб Генуезької республіки. На реверсі тамга джучидів. З 1454 року і до 1475 року на реверсі почала карбуватися тамга Ґераїв. Також відомі фоллери та аспри із зображенням святого Юрія (Георгія) на аверсі. У 1475 році, після захоплення міста турками, карбування монет для Кефи Генуезьким банком припинилося.

### Карбування кримських ханів

Акче, 1465 (867 р. Г.). Хаджі Ґерай (МД — Орду-Базар)

Акче, 1628 (1037 р. Г.). Хан Джанібек Ґерай (МД — Солхат)

Бешлик (0,56 гр.). Девлет II Ґерай (1709—1713) МД — Солхат)

Мідна деньга. Шахін Ґерей (1191 р. Г.)

Чхаль, 1191 р. Х. Шахін Ґерай. Мідь. Вага 75 гр.

Срібний куруш (1191 р. Х.). Шахін Ґерай

У 1459—1468 (858—867 р. Г.) роках засновник Кримського ханства Хаджі I на монетному дворі Кирк-Ору почав карбувати мідні пули та срібні акчи з тамгою роду. На аверсі монет позначалося ім'я хана: «Верховний султан Хаджі Ґерай». Мідні пули та срібні акчи у 1468 році карбуються також на монетному дворі у Солхаті та у 1465 році мідні пули та срібні акчи в Орду-Базарі. На аверсі срібних акчів Орду-Базару надпис у 4 рядки: «Ас Султан / верховний / Хаджі Герай / хан». На реверсі в лінійному колі Т-подібна тамга Ґераїв, навколо тамги написи: «Карбування Орду базару. 867». Діаметр — 13 мм, Вага — 0,68 гр. На пулах в одинарному лінійному картуші залишки легенди у 3 рядки: «Правосудний … ..[Гіре]й хан». На реверсі в центрі зображення рівнобічного трикутника з крапкою всередині. В лінійному колі та картуші з крапок кругова легенда ліворуч: «Карбування Орда Базар». Враховуючи те, що монета відома лише в одному екземплярі, відновити повністю легенду аверсу поки що не можливо.
За часів правління хана Нур-Девлета карбуються срібні акче та нова розмінна монета на зміну пулам — мідний манґір. Розміри — 13,30×15.60 мм. Вага — 0.91 гр. Під час смути у 1500—1501 рр. на монетних дворах у Солфаті, Кафі та Кирк-Орі карбувалися мідні акчи плаковані сріблом. За часів правління Саадета I почали карбуватися білонні акче, а в 1540 році за часів правління Сахіба I мідні. За часів правління Девлета I в обігу перебувають срібні ½ акче, розміри яких були 9,00×8.00 мм. Вага — 0.27 гр. Також починаючи від Девлета І карбуються срібні, білонні та плаковані сріблом мідні акче. За часів правління Гази II карбування монети номіналом в ½ акче на певний час поновлюється, монети карбуються на монетних дворах в Солфаті та Кезлеві. Починаючи з 1654 року за часів правління Мехмеда IV карбується нова срібна монета — бешлик, який прирівнювався до 5 акче. На початку XVIII ст. карбування акче припиняється зовсім. На початку першого правління хана Кирима проводиться грошова реформа згідно якої кримський куруш став прирівнюватися за вагою до 1 османського, а новий бешлик вартував 3,5 старого. Раніше 6 кримських курушів прирівнювалися до 1 османського. Вага бешлика нового зразка становила 0,9—1,05 г. Пізніше ця монета отримала назву «чорний бешлик (п'ятак)» (крим. Kara Beşlik) через його майже мідний колір і дуже малий вміст срібла в монеті. Також в обігу з'являється нова грошова одиниця — срібна та білонна пара. Пара прирівнювалася до 3 манґірів, або до ½ ікіліку; 2½ ікіліків = 1 бешликам = ½ онликам = ¼ їрмилікам; 2 їрмиліка = 1 курушу; 1½ куруша = 1 алтмішліку. У 1771 (1185 р. Г.) році, за часів правління хана Селіма III поновлюється карбування мідних манґірів.
За часів правління російського ставленика Катерини II хана Шагіна вага бешлика збільшується до 1,5 гр. вміст щирого срібла зменшується до мінімуму. Хан провів ще одну грошову реформу обравши за еталон і російську грошову систему. Згідно неї 1 акче став прирівнюватися до ½ деньги, або ¼ полушки; 3 акче = 1 копійці; 25 акче = 2 кирмизам = 1 чхалю. В період його правління карбувалися також золоті алтини, рівні за вагою османському. На всіх монетах стояла дата 1777 (1191 р. Г) — рік початку правління хана Шагіна. Із міді карбувалися монети: полушки, деньги, копійки (9,5 гр.), кирмиси (45 мм, 16 гр.) та чхалі (75-84 гр.); з білону манґіри (0,20 гр.), ікіліки (0,3-0,5 гр.), кара-бешлики (18,2 мм, 1,5 гр.) та пари (0,6 гр.); зі срібла онліки (3,05 гр.), їрмиліки (8 гр.), куруші (34-35 мм, 14,4-16 гр.) та алтмішліки (19,8-22,8 гр.); із золота карбувалися алтилік-алтини (21,2 гр.) та бешлик-алтини (16 гр.).

## ІІІ-й період. Монети Криму, анексованого Російською імперією

Срібні 2 копійки, 1787 року

Срібні 20 копійок, 1787 року

У 1783 році, після повного приєднання Кримського ханства до складу Російської імперії, династія кримських ханів припинила своє існування. У новоутвореній Таврійській області Катерина II поставила губернатором російського князя Григорія Потьомкіна. З 1784 року на Таврійському монетному дворі почали виготовляти мідні та дрібні срібні монети Російської імперії зі знаком монетного двору «ТМ». У 1787 році карбувалися монети для Таврії номіналами 2 (12 мм, 0,8 гр.), 5 (16 мм, 2 гр.), 10 (22 мм, 4 гр.) та 20 (29 мм, 8 гр.) копійок зі срібла. На аверсі всіх зразків монет під короною карбувався вензель імператриці з легендою по-колу: «ЦАР-ХЕР-ТАВРИЧЕ(рос.)» (На монетах номіналами в 10 та 20 копійок повний надпис: « ЦАРИЦА-ХЕРСОНИСА-ТАВРИЧЕСКАГО(рос.)») і рік карбування 1787. На реверсі позначення номіналу в центрі великою цифрою та по колу кількістю крапок відповідних до значення номіналу. Під великою цифрою літери «ТМ» — позначення монетного двору.